# Chuyến bay 006 của China Airlines
Chuyến bay 006 của China Airlines (CI006/CAL006) là chuyến bay hàng ngày từ Đài Bắc đến Sân bay Quốc tế Los Angeles. Vào ngày 19 tháng 2 năm 1985, chiếc Boeing 747SP-06 đang điều hành chuyến bay đã gặp phải một tai nạn lật máy bay, do động cơ số 4 bị hỏng khi đang bay ở độ cao 41.000 ft (12.500 m). Máy bay lộn nhào và lao xuống ở độ cao 30.000 ft (9.100 m), trải qua tốc độ cao và lực g (gần 5g) trước khi cơ trưởng có thể cứu chiếc máy bay sau khi rơi, sau đó chuyển hướng đến Sân bay Quốc tế San Francisco.

## Sự cố

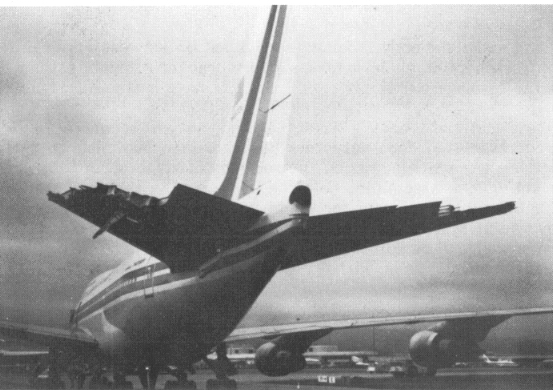
Thiệt hại đối với bộ ổn định ngang của N4522V sau khi nó rơi xuống độ cao 30.000 ft không kiểm soát được

Máy bay đã khởi hành từ Đài Bắc lúc 16:22 giờ địa phương. Vụ tai nạn xảy ra sau 10 giờ bay. Chiếc Boeing 747SP-09 cách San Francisco 350 dặm (560 km) về phía tây bắc, bay ở độ cao 41.000 ft (12.500 m). Phi hành đoàn buồng lái bao gồm Cơ trưởng Min-Yuan Ho, 55 tuổi, Cơ phó Ju-Yue Chang, 53 tuổi, Kỹ sư bay Kuo-Pin Wei, 55 tuổi, Cơ trưởng thay thế Chien-Yuan Liao, 53 tuổi và Kỹ sư bay cứu trợ Shih- Lung Su, 41 tuổi. Cơ trưởng Ho đã có khoảng 15.500 giờ bay, trong đó có 3.748 giờ trên Boeing 747. Cơ phó đã có hơn 7.700 giờ với 4.553 người trong số họ trên Boeing 747 và Kỹ sư bay có khoảng 15.500 giờ bay , bao gồm 4.363 giờ trên chiếc Boeing 747. Vụ tai nạn xảy ra trong lúc tổ lái chính đang thực hiện nhiệm vụ.
Trình tự bắt đầu với việc động cơ số 4 mất lực đẩy. Động cơ đó đã bị hỏng hai lần trong các chuyến bay trước đó (khi đang bay ở FL 410 và 430). Trong mỗi trường hợp đó, động cơ đã được khởi động lại sau khi hạ xuống độ cao thấp hơn. Phản hồi bảo trì đối với các mục nhật ký ghi nhận các giải pháp đã cố gắng bao gồm kiểm tra động cơ; thoát nước và thay thế bộ lọc nhiên liệu; kiểm tra và thay thế bộ điều khiển cánh quạt; thoát nước từ đầu dò Mach; và các bộ lọc thay thế khác. Không hành động nào trong số đó khắc phục được sự cố thường xuyên xảy ra với động cơ số 4.

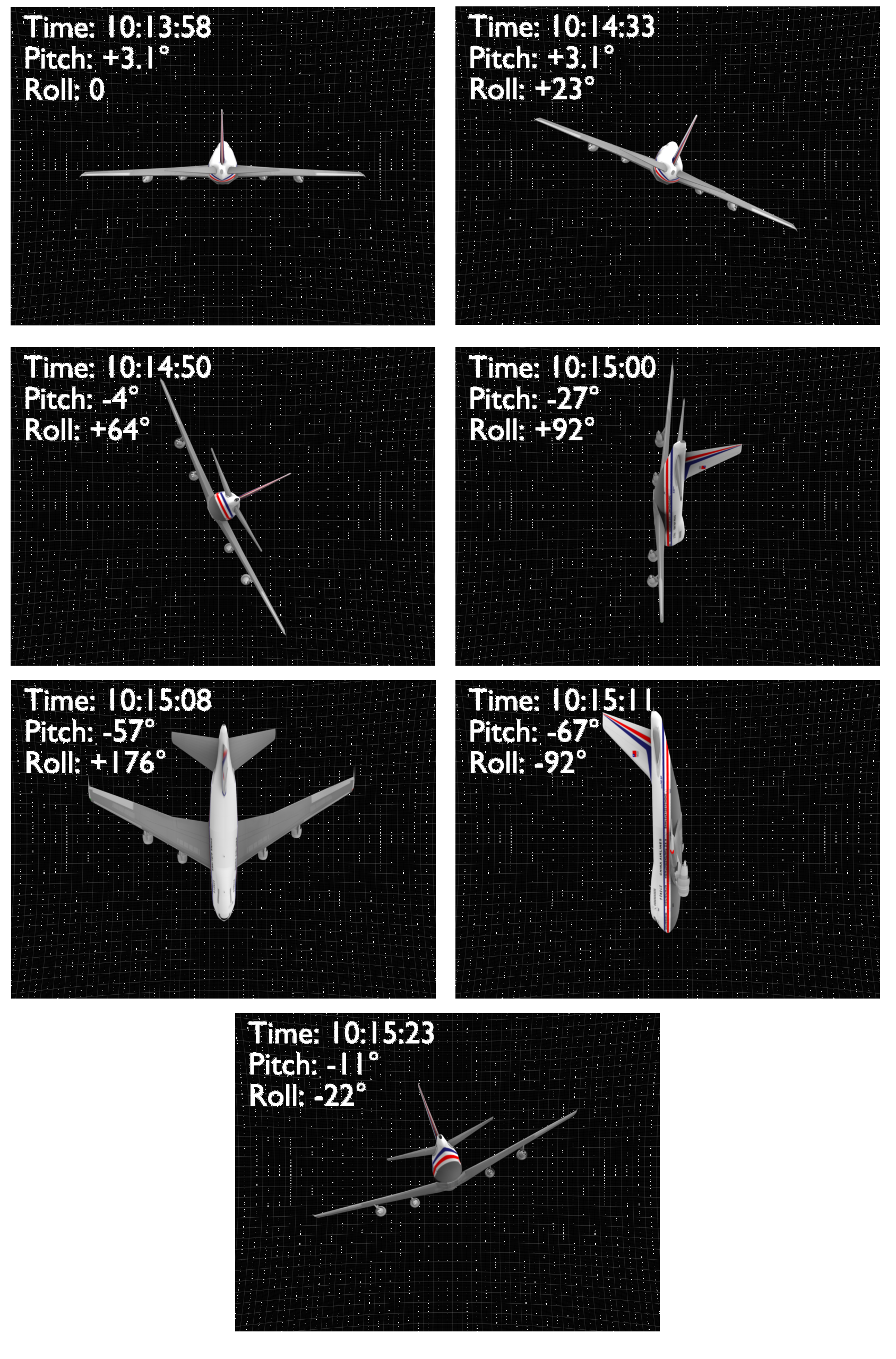
Sơ đồ về thái độ và thời gian lăn/cao độ của máy bay từ báo cáo NTSB

Kỹ sư bay đã cố gắng khôi phục nguồn điện cho động cơ nhưng không đóng van xả khí theo yêu cầu của quy trình danh sách kiểm tra.:26  Sau khi kỹ sư chuyến bay thông báo động cơ đã cháy, cơ trưởng đã hướng dẫn anh ta khởi động lại nó và ra lệnh cho lần đầu tiên sĩ quan để yêu cầu cho phép đi xuống từ FL 410 (41.000 feet). Theo sách hướng dẫn chuyến bay, việc khởi động lại động cơ khó có thể thành công trên độ cao 30.000 feet (9.100 m).
Trong khi đó, tốc độ bay giảm và chế độ lái tự động lăn bánh điều khiển đến giới hạn tối đa bên trái là 23 độ trong khi vẫn duy trì chuyến bay ngang bằng. Khi tốc độ giảm hơn nữa, máy bay bắt đầu lăn sang bên phải mặc dù chế độ lái tự động đang duy trì giới hạn cuộn bên trái tối đa. Vào thời điểm cơ trưởng ngắt chế độ lái tự động, máy bay đã lăn sang bên phải hơn 60 độ và mũi bắt đầu hạ xuống. Ailerons và spoilers chuyến bay là phương tiện duy nhất có sẵn cho chế độ lái tự động để giữ cho cánh ngang vì chế độ lái tự động không kết nối với bánh lái trong chuyến bay bình thường. Để chống lại các lực không đối xứng được tạo ra do mất lực đẩy từ động cơ số 4, phi công cần phải đẩy bánh lái bên trái theo cách thủ công. Tuy nhiên, cơ trưởng hoàn toàn không sử dụng bất kỳ đầu vào bánh lái nào, trước hoặc sau khi ngắt kết nối chế độ lái tự động. Đường bay mất kiểm soát thu được được mô tả trong sơ đồ.
Khi máy bay hạ độ cao qua các đám mây, cơ trưởng chú ý đến chỉ báo thái độ, hiển thị các chỉ báo về độ cao và ngân hàng quá mức. Bởi vì thái độ như vậy là rất bất thường, cơ trưởng đã cho rằng các chỉ báo bị lỗi một cách sai lầm.: 3  Không có bất kỳ tham chiếu trực quan nào (do các đám mây) để xác định trạng thái của máy bay và đã từ chối thông tin từ các chỉ báo về thái độ, cơ trưởng và sĩ quan đầu tiên trở nên mất phương hướng trong không gian.
Chỉ sau khi xuyên qua tầng mây ở độ cao 11.000 foot (3.400 m), cơ trưởng mới có thể định hướng lại bản thân và đưa máy bay vào tầm kiểm soát, cân bằng ở độ cao 9.600 foot (2.900 m). Máy bay đã hạ độ cao 30.000 ft (9.100 m) trong vòng chưa đầy hai phút rưỡi, trong khi tất cả những người trên máy bay đều chịu lực G cao tới 5 G.  Vào thời điểm đó, phi hành đoàn buồng lái tin rằng cả bốn động cơ đều đã cháy, nhưng Ban An toàn Giao thông Quốc gia phát hiện ra rằng chỉ có động cơ số 4 bị hỏng.
Sau khi cân bằng lại, ba động cơ còn lại tiếp tục cung cấp lực đẩy bình thường. Một nỗ lực khởi động lại khác đã đưa động cơ số 4 trở lại sử dụng. Máy bay bắt đầu leo dốc. Phi hành đoàn đã báo cáo "tình trạng bình thường" với kiểm soát không lưu, cùng với ý định tiếp tục đến Los Angeles. Sau đó, họ nhận thấy rằng bộ phận hạ cánh chính bên trong bị hỏng và một trong các hệ thống thủy lực của máy bay trống rỗng.  Vì họ không có đủ nhiên liệu để đến Los Angeles với lực cản do bộ phận hạ cánh đã triển khai thêm vào, họ đã chuyển hướng đến San Francisco. Một trường hợp khẩn cấp đã được tuyên bố và họ chuyển hướng đến Sân bay Quốc tế San Francisco.  Máy bay đã hạ cánh mà không gặp thêm sự cố nào.

## Hậu quả

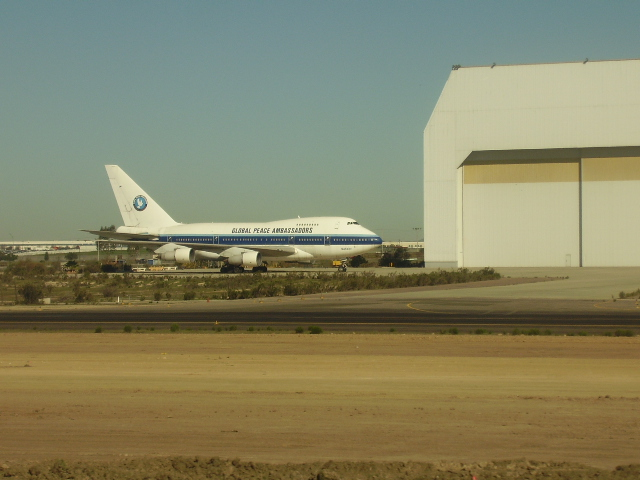
N4522V tại Sân bay quốc tế Tijuana, năm 2009

Có hai người trên máy bay bị thương nặng: gãy xương và rách bàn chân, và căng cơ lưng cấp tính phải nhập viện hai ngày. Máy bay bị hư hại đáng kể do lực G quá mức. Các cánh bị uốn cong vĩnh viễn lên trên 2 inch (5 cm), bộ phận hạ cánh chính bên trong bị mất hai cửa bộ truyền động và hai thanh chống bánh răng chính bên trong bị treo lủng lẳng. Bị ảnh hưởng nhiều nhất là phần đuôi, nơi phần lớn bên ngoài của thanh ổn định ngang đã bị xé toạc. Toàn bộ thang máy phía ngoài bên trái đã bị mất cùng với bộ truyền động của nó, được cung cấp năng lượng bởi hệ thống thủy lực bị vỡ và thoát nước.
Sau khi máy bay được sửa chữa, nó trở lại trạng thái bay vào ngày 25 tháng 4 năm 1985. Nó tiếp tục hoạt động trong gần 12 năm cho đến khi được cho công ty chị em của China Airlines, Mandarin Airlines, thuê vào tháng 1 năm 1997, và được phục vụ hàng ngày cho phần còn lại của năm đó trước khi nó được rút khỏi hoạt động và được đưa vào một xưởng xương ở Nevada. Vào tháng 4 năm 2002, chiếc máy bay đã được mua lại bởi nhà truyền giáo Ấn Độ và nhà nhân đạo K.A. Paul, và được mệnh danh là "Người hòa bình toàn cầu". Bắt đầu từ tháng 2 năm 2004, chiếc máy bay này được sử dụng để chuyển hàng cứu trợ thiên tai đến các quốc gia như Ethiopia, Ấn Độ, Iran và Jordan. Tuy nhiên, đến tháng 7 năm 2005, FAA đã thu hồi giấy chứng nhận hoạt động của Đại sứ Hòa bình Toàn cầu, khiến máy bay bị đình chỉ hoạt động tại Sân bay quốc tế Thunder Bay ở Ontario, Canada. Vào tháng 12 năm 2005, giấy phép đi phà đã được cấp và N4522V đã được bay đến Sân bay Quốc tế Tijuana, nơi máy bay vẫn đậu ngoài trời kể từ đó.
Trong báo cáo cuối cùng của mình, NTSB Hoa Kỳ tuyên bố "Ủy ban An toàn chỉ có thể kết luận rằng cơ trưởng đã bị phân tâm trước tiên bởi việc đánh giá sự cố động cơ và thứ hai là do nỗ lực của anh ta để ngăn chặn tốc độ bay đang giảm, và vì những sự phân tâm này, anh ta đã Ban An toàn cũng kết luận rằng cơ trưởng đã phụ thuộc quá mức vào chế độ lái tự động và điều này cũng là nguyên nhân dẫn đến vụ tai nạn vì chế độ lái tự động đã che đậy một cách hiệu quả thời điểm bắt đầu mất kiểm soát của máy bay. máy bay." Báo cáo NTSB đã kết thúc với Không có Đề xuất nào nhằm ngăn chặn các sự cố tương tự trong tương lai.
China Airlines vẫn khai thác một trong các tuyến Đài Bắc–Los Angeles theo lịch trình của mình với tên Dynasty 006, sử dụng Boeing 747-400 cho đến cuối năm 2014, khi Boeing 777-300ER thay thế nó.